# خمبره خانة
الخمبره خانة (بالتركية العثمانية: خمبرەخانه)‏(بالتركية: Humbarahane)‏ مدرسة عسكرية في الدولة العثمانية أُنشئت لتدريب مدفعية الجيش العثماني المعروفون باسم "الخمبرجية".
افتتحها السلطان محمود الأول عام 1734م، واستمرت بشكل متقطع حتى عهد السلطان سليم الثالث عام 1795م. 

## التأسيس والتطور
تأسس فيلق الخمبرجية في القرن السادس عشر في الدولة العثمانيةعلى يد ضابط مدفعية عثماني يُدعى مصطفى الذي أنشأ أول مسبك لصب قنابل البرونز (الخُمبره) لتعزيز قوة النيران لدى وحدات المشاة المتنقلة.
وفي عام 1729م، انضم الكونت كلود الكسندر دي بونيفال، المعروف بعد إسلامه بـ"أحمد باشا الخمبرەجى"، إلى الدولة العثمانية وساهم في تطوير وتنظيم الفرقة.
وفي عام 1783م، قام الصدر الأعظم خليل حميد باشا بإدخال تعديلات جديدة على نظام الخُمبارجية، تلاها في عام 1792م إصدار لائحة زادت من صلاحياتهم. بفضل جهود أحمد باشا الخمبرەجى، أصبح فيلق الخمبرجية من أكثر الوحدات انضباطًا وتنظيمًا في الجيش العثماني.

## ثكنة ومسجد الخمبره خانة

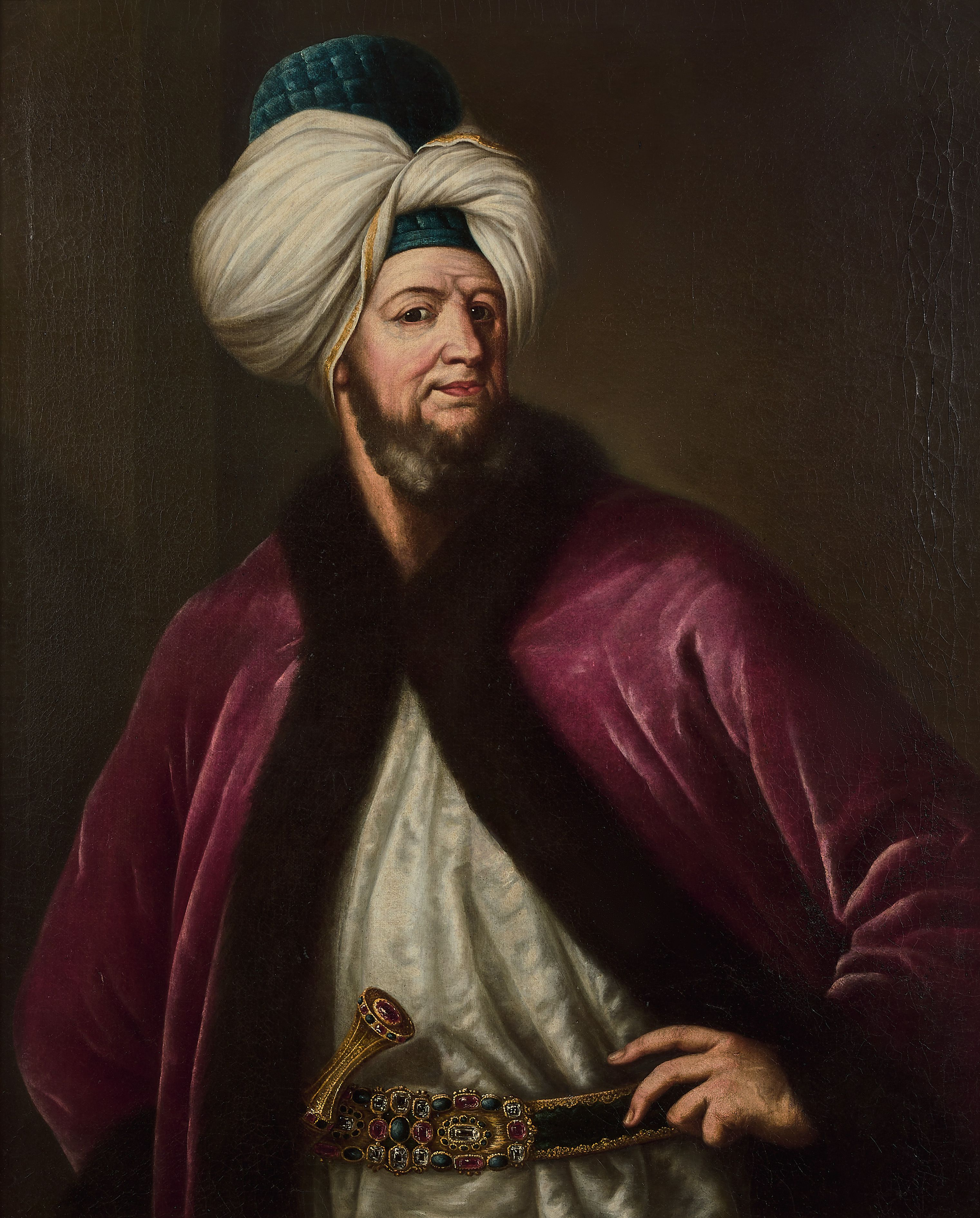
خمبرەجي أحمد باشا (كلود الكسندر دو بونيفال سابقا) أو الكونت دو بونيفال پاشا.
كان ضابط مدفعية فرنسي، ثم أسلم والتحق بالدولة العثمانية وأنعم عليه السلطان أحمد الثالث برتبة "پاشا" وعينه لتنظيم إدارة المدفعية (فيلق الخمبرجية) في الجيش العثماني.

ثكنة ومسجد الخمبره خانة هما منشآت عسكرية بُنيت في أواخر القرن الثامن عشر على ضفاف القرن الذهبي في إسطنبول. تقع هذه المنشآت في حي "حليج أوغلو" بمنطقة "خاص كوي" التابعة لمقاطعة "بي أوغلو".
أُنشئت الثكنة بأمر من السلطان سليم الثالث عام 1206 هـ (1792 م)، بينما قامت والدته، السلطانة الوالدة مهرشاه، ببناء المسجد الواقع في ساحة الثكنة عام 1208هـ/1794م. يُعرف المسجد أيضًا باسم "مسجد حليج أوغلو" أو "مسجد السلطانة مهرشاه"، ولا يزال قائمًا حتى اليوم على شارع "خُمبره خانة".
تألفت الثكنة من مرافق متعددة، بما في ذلك منشآت لصب المدافع، ميادين للتدريب، ورش لدباغة الجلود للاستخدامات العسكرية، مطابخ، إسطبلات، حمام، مصلى، غرف سكنية، ومحلات تجارية. تُعتبر هذه الثكنة من أوائل الأمثلة على المباني العسكرية الكبيرة ذات الطراز الحديث. عند بدء تشغيلها، خُصص الجزء الجنوبي منها في "خاص كوي" لوحدة الـ"خمبره جي" المتخصصين في المدفعية، بينما خُصص الجزء الشمالي في "سوتلوجه" لوحدة الـ"لغمجي" المتخصصين في حفر الأنفاق.
في عام 1795م، ومع افتتاح "مدرسة الهندسة البرية السلطانية" (بالتركية: Mühendishâne-i Berrî-i Hümâyun)‏، أُدمجت مباني الثكنة ضمن هذه المدرسة. شهدت الثكنة تجديدات في عهد السلطان محمود الثاني، وفي عام 1848م، بعد احتراق "مدرسة غلطة سراي"، تم تخصيص مباني الثكنة لكلية الطب. لاحقًا، خلال تفشي وباء الكوليرا عام 1865م، استُخدمت المباني لرعاية المرضى من الطائفة اليهودية، وخلال الحرب العثمانية-الروسية (1877م-1878م)، استُخدمت كمستشفى عسكري لمدة أربع سنوات.
شهدت المباني عدة عمليات ترميم في الأعوام 1850م و1861م، وفي عهد السلطان عبد الحميد الثاني خضعت لعملية ترميم شاملة. استمرت المباني في خدمة الأغراض التعليمية والعسكرية حتى إعلان الجمهورية التركية، حيث استُخدمت كمدرسة للضباط الاحتياط، ولاحقًا حتى عام 1941م كمدرسة لتدريب ضباط المدفعية. مع بناء جسر "خليج" (بالتركية: Haliç Köprüsü)‏ بين عامي 1971م و1974م، تعرضت معظم مباني الثكنة للتدمير، ولم يتبقَ منها سوى أجزاء صغيرة فقدت هيئتها الأصلية.
تميزت الثكنة بتصميم معماري دقيق وبُنيت على الطراز الإمبراطوري الذي كان سائدًا في تلك الفترة. كان المبنى الرئيسي للثكنة ذا شكل مربع تقريبًا، يبلغ طول كل جانب حوالي 130 مترًا، ويتألف من طابقين يحيطان بساحة مركزية. احتوت الواجهات على مداخل تتوسطها غرف خاصة، وكانت الواجهة الغربية تضم المدخل الرئيسي وفوقه جناح خشبي مخصص للسلطان، يتناغم في تصميمه مع المسجد المجاور. خضعت هذه المباني لتعديلات في القرن التاسع عشر، حيث استُبدلت القباب الخشبية بأسقف مائلة. استخدمت مواد بناء عالية الجودة، مثل الحجر المقطوع بدقة للأساسات، مما يعكس الطابع المعماري لتلك الحقبة.
يُعتبر هذا المجمع مثالًا بارزًا على التطور المعماري والعسكري في الدولة العثمانية خلال تلك الفترة، ويعكس الجهود المبذولة لتحديث البنية التحتية العسكرية بما يتماشى مع المعايير الحديثة آنذاك.

## مصدر
1. ↑  "HUMBARAHANE KIŞLASI ve CAMİİ". TDV İslâm Ansiklopedisi (بالتركية). Retrieved 2025-02-24.
2. ↑  "Kubbealti Lugati - humbarahane kelimesi anlamı, humbarahane nedir?". مؤرشف من الأصل في 21 Şubat 2022. اطلع عليه بتاريخ 21 Şubat 2022. {{استشهاد ويب}}: تحقق من التاريخ في: |تاريخ-الوصول= و|تاريخ-الأرشيف= (مساعدة) والوسيط غير المعروف |موسوعة= تم تجاهله (مساعدة)